# Руски национализам
Руски национализам је облик национализма који промовише руски културни идентитет и јединство. Руски национализам је први пут дошао до изражаја почетком 19. века. Уско је повезан са панславизмом, од свог настанка у Руској империји, до репресије током ране бољшевичке владавине и оживљавања у Совјетском Савезу.
Дефиниција руског националног идентитета у оквиру руског национализма је урађена на различите начине. У етничком смислу, један укључујући тврдњу да су они који су идентификовани као етнички Руси руска нација, други је концепт сверуске нације развијен у Руском царству који сматра да Руси имају три поднационалне групе унутар себе, укључујући великорусе (оне који се обично идентификују као етнички Руси данас), Малоруси (Украјинци) и Белоруси (Белоруси). Руски националисти су идентификовали Русију као главног наследника Кијевске Русије и обично посматрају настанак одвојених националних идентитета Белоруса и Украјинаца као отцепљење од руског националног идентитета. У културном смислу, руски национални идентитет је примењен на оне унутар руске културе који могу укључивати етничке не-Русе који су се асимилирали путем русификације.

## Историја

### Руски национализам у периоду Империје
Руски мото „Православље, самодржавље и народност“ сковао је гроф Сергеј Уваров, а као званичну идеологију усвојио га је цар Николај I. Три компоненте Уваровљеве тријаде биле су:
- Православље – Православно хришћанство и заштита Руске православне цркве .
- Аутократија – безусловну лојалност кући Романових у замену за патерналистичку заштиту свих друштвених поседа .
- Националност (Народност, такође је преведен као национални дух)[2]

Значајан народни препород у руској уметности био је лабаво повезан са словенофилијом. Појавила су се многа дела која се тичу руске историје, митологије и бајки  Опере Николаја Римског-Корсакова, Михаила Глинке и Александра Бородина; слике Виктора Васњецова, Ивана Билибина и Иље Репина; и песме Николаја Некрасова, Алексеја Константиновича Толстоја, између осталих, сматрају се  ремек дела руског романтичног национализма.
Панславизам, идеал јединства свих словенских православних хришћанских народа, стекао је популарност средином и крајем 19. века. Један од његових главних идеолога био је Николај Данилевски. Панславизам је био подстакнут, а био је и гориво за бројне ратове Русије против Османског царства, које је Русија водила са циљем да ослободи православне народности, попут Бугара, Румуна, Срба и Грка, од муслиманске власти. Коначни циљ био је Цариград; Руско царство је себе и даље сматрало „Трећим Римом“ и веровало је да његова дужност захтева да наследи „Други Рим“, који је освојило Отоманско царство. Панславизам је такође одиграо кључну улогу у уласку Русије у Први светски рат, пошто је рат Аустроугарске 1914. против Србије изазвао одговор Русије.

### Ултранационализам раног 20. века
Почетком 20. века у Русији су се појавиле нове националистичке и десничарске организације и партије, као што су Руска скупштина, Савез руског народа, Савез арханђела Михаила („црно стотине“) и др.

### Национализам током совјетске ере
Под изгледом међународног комунизма који је био посебно јак у то време, Владимир Лењин је одвојио патриотизам на оно што је дефинисао као пролетерски, социјалистички патриотизам од буржоаског национализма. Лењин је промовисао право свих нација на самоопредељење и право на јединство свих радника унутар нација, али је такође осудио сваки шовинизам и тврдио да постоје и оправдана и неоправдана осећања националног поноса. Лењин је експлицитно осудио конвенционални руски национализам као „великоруски шовинизам“, а његова влада је настојала да прилагоди вишеструке етничке групе у земљи стварањем република и подрепубличких јединица како би неруским етничким групама обезбедила аутономију и заштиту од руске доминације. Лењин је такође настојао да уравнотежи етничку заступљеност руководства земље промовисањем неруских званичника у Комунистичкој партији Совјетског Савеза да се супротставе великом присуству Руса у Партији. Међутим, чак и у овом раном периоду, совјетска влада се повремено позивала на руски национализам када му је била потребна подршка – посебно на совјетским пограничним подручјима у раним годинама Совјетског Савеза.
Пошто је руски патриотизам служио као легитимациони ослонац старог поретка, бољшевичке вође су биле нестрпљиве да потисну његове манифестације и осигурају његово коначно изумирање. Они су званично обесхрабрили руски национализам и остатке царског патриотизма, као што је ношење војних награда добијених пре грађанског рата. Неки од њихових следбеника се нису сложили; на неруским територијама, моћ бољшевика се често сматрала обновљеним руским империјализмом током 1919. до 1921. године. Године 1922. формиран је Совјетски Савез са својим члановима заједно, али Русија је била највећа и најмногољуднија чланица. Након 1923. по Лењиновим идејама, усвојена је политика коренизације, која је пружала подршку власти неруској култури и језицима унутар неруских република. Међутим, ова политика се није стриктно спроводила због доминације Руса у Совјетском Савезу.   Ову доминацију су Лењин и други формално критиковали у царском царству као великоруски шовинизам. Томас Виндерл је написао: „СССР је у извесном смислу постао више затвор за нације него што је старо Царство икада било. [...] Центар којим доминирају Руси успоставио је неравноправан однос са етничким групама које је добровољно помогао да се изгради.“ Разни научници су се фокусирали на националистичке карактеристике које су већ постојале током лењинистичког периода.   Мултинационална конструкција Коренизације је ослабила за време Стаљина. Стаљинова политика успоставила је јасан помак ка руском национализму, почевши од идеје да су Руси „први међу једнакима“ у Совјетском Савезу, ескалирајући кроз „депортације националности“.  Према научнику Џону К. Чангу, бољшевици „никада нису направили чист раскид од националистичких, популистичких и примордијалистичких уверења из царске ере“. Руски историчар Андреј Савин изјавио је да се Стаљинова политика удаљила од интернационализма ка националбољшевизму 1930-их. У значајној промени од елиминације класних непријатеља, репресије засноване на националности прогласиле су читаве етничке групе контрареволуционарним непријатељима, иако су се обично додавале „класне догме“ које су циљане националности проглашавале идеолошки супротстављеним Совјетима.
Стаљин је преокренуо већи део претходне интернационалистичке политике свог претходника, потписујући наређења за протеривање више различитих етничко-језичких група које се називају „издајницима“, укључујући Балкарце, кримске Татаре, Чечене, Ингуше, Карачајевце, Калмике, Корејце и мешкетинске Турке, који су били колективно депортовани у Сибир или Централну Азију, где су законски означени као „специјални досељеници“, што значи да су они званично били грађани другог реда са мало права и да су били затворени унутар малог периметра. Разни историчари виде Стаљинове депортације мањинских и дијаспорских националности као доказ руског национализма совјетске државе под Стаљином. Чанг је написао да су совјетске депортације Корејаца (и друге дијаспоре, депортованих народа као што су Немци, Финци, Грци и многи други) илустровале да су есенцијализовани погледи на расу, односно примордијализам у целини пренети из руског национализма из царске ере. Ове совјетске форме и предрасуде произвеле су и претвориле Корејце (и Кинезе) у одлучну, немарксистичку совјетску „ жуту опасност “. Расизам је лежао у чињеници да су се други повремено могли видети или судити по класној линији или појединачно, док Корејци нису могли.  Норман М. Најмарк је веровао да су стаљинистичке „депортације националности“ облици национално-културног геноцида. Депортације су у најмању руку промениле културу, начин живота и погледе на свет депортованих народа јер је већина послата у совјетску централну Азију и Сибир. Према историчару Џеремију Смиту, „Све док је Стаљин био жив... политика националности била је подложна произвољним променама. Највише узнемирујуће обележје овог периода био је раст званичног антисемитизма „укључујући кампању против „ космополита без корена“. Смит је описао да су „говори и новински чланци подигли баук међународне јеврејске завере за свргавање совјетске власти“ што је довело до чистки Јеврејског антифашистичког комитета и завере лекара повезаних са прогоном јеврејских московских лекара на планираним показним суђењима. Да Стаљин није умро када јесте, завера лекара би наводно довела до депортације Јевреја у Сибир. У међувремену, одбрана земље током Другог светског рата довела је до новог таласа националног поноса који се појавио у неруским републикама, што је довело до чистки у тим републикама.
Према Евгенију Добренку, „касни стаљинизам“ после Другог светског рата био је трансформација совјетског друштва од марксизма како би се демонизовала идеја космополитизма. Он је тврдио да се совјетске акције до 1945. још увек на неки начин могу објаснити лењинистичким интернационализмом, али да је Совјетски Савез претворен у руски националистички ентитет током послератних година. Кроз широко распрострањено проучавање совјетске књижевности, открио је огроман пораст националистичких тема, културног пуританизма и параноје у публикацијама током овог осмогодишњег периода, чинећи „стаљинизам срцем совјетскости“ много након Стаљинове смрти. Историчар Давид Бранденбергер супротставља русоцентризам карактеристичан за ово доба са руским национализмом. По његовом мишљењу, етнички понос и промовисани осећај руског националног идентитета нису прешли праг национализма јер „партијска хијерархија никада није подржала идеју руског самоопредељења или сепаратизма и енергично је потискивала све оне који су то чинили, свесно повлачећи границу између позитиван феномен формирања националног идентитета и злоћудност пуним националистичким амбицијама“. Да би дефинисао „прагматичну” комбинацију промоције руског националног идентитета у марксистичко-лењинистичкој пропаганди и „симболично напуштеног” ранијег пролетерског интернационализма, Бранденбергер описује Стаљинов режим термином „национал-бољшевизам”.
Стварање међународне комунистичке државе под контролом радника неки су доживљавали као остварење руских националистичких снова.
Године 1944. Совјетски Савез је напустио своју комунистичку химну Интернационалу и усвојио нову националну химну која у својој првој строфи преноси национални понос усредсређен на Русију, „Нераскидиву унију слободних република, Велика Русија је заувек запечатила“.
Већини, иако не и свим националностима које је Стаљин депортовао, било дозвољено да се врате за време Хрушчова, а Совјетски Савез је донекле наставио са политиком неговања локалног националног развоја.  Међу националностима којима није дозвољено да се врате били су Корејци и кримски Татари. Кремљ за време Хрушчова је генерално фаворизовао русификацију у целини али је покушао примену неколико варијација политике националности, фаворизујући коренизацију (урођеничку припадност) у Централној Азији без проширења привилегија на Русе. У Летонији су, међутим, регионалне комунистичке елите покушале да поврате локалну коренизацију 1957-1959, али је Хрушчов разбио ове напоре, протеравши Едуарда Берклавса, и проширио привилегије на Русе у Летонији. Ипак, током Хрушчовљеве релативно толерантније администрације, руски национализам се појавио као помало опозициони феномен унутар совјетских елита. Александар Шелепин, тврдолинијаш Комунистичке партије и председник КГБ-а, позвао је на повратак стаљинизму и политици која је више у складу са руским културним национализмом, као и конзервативни писци попут Сергеја Викулова. Комсомолско руководство је такође угостило неколико истакнутих националиста као што је Сергеј Павлович Павлов, Шелепин савезник, док је Млада гвардија објавила бројна неостаљинистичка и националистичка дела.
Савремени руски неопаганизам се формирао у другој половини 1970-их и повезан је са активностима антисемитских присталица московског арабисте Валерија Јемељанова (неопаганско име - Велемир) и бившег дисидента и неонацистичког активисте Алексеја Доброволског (неопаганско име – Доброслав).

### После распада Совјетског Савеза
Многи националистички покрети, и радикални и умерени, настали су након распада Совјетског Савеза . Једна од најстаријих и најпопуларнијих је десничарска популистичка Либерално-демократска партија Совјетског Савеза Владимира Жириновског, а затим Либерално-демократска партија Русије, која је била члан Државне Думе од њеног оснивања 1993. године. Родина је била популарна левичарска националистичка партија под вођством Дмитрија Рогозина, која је на крају напустила своју националистичку идеологију и спојила се са већом руском социјалистичком националистичком партијом Праведна Русија.
Један од радикалнијих, ултранационалистичких покрета био је Руско национално јединство, група крајње деснице која је организовала паравојне бригаде својих млађих чланова пре него што је забрањена 1999. Процењује се да је Руско национално јединство пре распада крајем 2000. године имало око 20.000 до 25.000 чланова. Други укључују БОРН (Милитантна организација руских националиста) која је била умешана у убиство Станислава Маркелова, неомонархиста Памјата, Савез православних барјактара и Покрет против илегалне имиграције, који је оживео слоган „ Русија за Русе “. Ове странке су организовале годишњи митинг под називом Руски марш.

#### Екстремистички национализам
Екстремистички национализам у Русији се користи у односу на многе екстремно десничарске и неколико екстремно левичарских ултранационалистичких покрета и организација. У Русији се термин национализам често користи у односу на екстремистички национализам. Међутим, у Русији се често меша са „фашизмом“. Иако значење ове терминологије не одговара у потпуности формалним дефиницијама фашизма, заједнички именитељ је шовинизам . У свим осталим аспектима, позиције варирају у широком спектру. Неки покрети имају политичку позицију у којој верују да држава мора бити инструмент национализма (као што је Национал-бољшевичка партија, на челу са Едуардом Лимоновом), док други (на пример, Руско национално јединство) промовишу употребу будних тактика против перципирани „непријатељи Русије“ без учешћа у политици.
Историјски гледано, први прототипови таквих група су биле црне стотине у царској Русији, Руска фашистичка организација и Руска фашистичка партија (две организације са седиштем у Манџукуу). Новије антисемитске, неофашистичке и неонацистичке организације , беле расе, укључују Руску националсоцијалистичку партију.
Московски антифашистички центар је 1997. проценио да у Русији делује 40 (националистичких) екстремистичких група. Исти извор је известио о 35 екстремистичких новина, међу којима је највећа Завтра. Упркос репресији владиних власти, у Русији се етаблирао екстремно десничарски покрет.

#### Неопаганизам и аријевски мит
Од раних 1990-их, аријевски мит је стекао велику популарност у Русији. Објављују се бројне серије збирки дела популаризатора аријевске идеје (Тајне руске земље, Права историја руског народа, итд.). Доступне су у руским књижарама и општинским и универзитетским библиотекама. Ова дела нису маргинална: имају тираж од десетине хиљада примерака (или милионе, на пример, за књиге Александра Асова ), њихов садржај је укључен у формирање светоназорске основе опште популације у вези са древном историјом.
Аутори који развијају аријевску тему су често запослени у геополитичким институцијама или чланови нових аматерских академија. Само мали број њих има посебно историјско образовање. Већина њих има образовање из области егзактних (физичко-математичких) или техничких наука.
„Аријевска“ идеја у верзији словенског неопаганизма (порекло Словена од „Аријеваца“ из Хипербореје или централне Азије, названих и „раса белих богова“; веза Словена са Индијом; древни пред. -Хришћанске словенске "рунске" књиге; порекло од "Словено-Аријеваца" древних цивилизација; неопагански симбол " Коловрат " као древни словенски симбол; варијанта туђинског порекла "Аријеваца-Хиперборејаца") популаризован у „документарним“ програмима једног од најпопуларнијих руских федералних телевизијских канала РЕН ТВ (2016, 2017, итд.), укључујући емисије Игора Прокопенка и Олега Шишкина.
У многим областима словенског неопаганизма (родноверија) Словени или Руси су заслужни за историјску и културну или расну супериорност над другим народима. Ова идеологија укључује руски месијанизам, при чему се руски народ сматра једином силом способном да се одупре светском злу и да предводи остатак света. „Аријевска“ идеја поставља пред Русију задатак изградње аналога „Четвртог рајха“, нове „аријевске“ империје у светским размерама. Руски аријевски мит одбацује било какве територијалне спорове, пошто је руски народ приказан као апсолутно аутохтони широм Евроазије.
Мање је уобичајен модел етнонационалне државе повезан са сепаратизмом појединих руских региона . Претпоставља се распарчавање Русије на неколико руских националних држава, лишених етничких мањина .У оба случаја, сматра се да кохезију друштва у новој држави треба градити на јединственој „родној вери“.
Кључни људи у развоју словенско-аријевског мита и руског неопаганизма су бивши совјетски дисидент Алексеј Доброволски (паганско име - Доброслав), арабиста Валериј Јемељанов (паганско име - Велимир) и писац и дисидент Владимир Данилов.

### Савремени национализам
Кремљ је водио кампању против радикалних националиста 2010-их, и као резултат тога, многи од њих су тренутно у затвору, каже руски политиколог и виши гостујући сарадник на Институту за европске, руске и евроазијске студије Универзитета Џорџ Вашингтон, Марија Липман.
Социолог Марсел Ван Херпен написао је да се Јединствена Русија све више ослањала на руски национализам као подршку након руске војне интервенције у Украјини 2014. године. Националистичка политичка партија Родина гајила је везе са евроскептичним, крајње десним и крајње левим политичким покретима, подржавајући их финансијски и позивајући их на евроазијске конференције на Криму и у Санкт Петербургу.
Међутим, Кремљ је смањио национализам из страха да су истакнуте личности попут Игора Гиркина почеле да делују независно, након кратког периода узбурканог активизма који је довео до тога да су се руски мушкарци добровољно пријавили да се боре у Донбасу 2014. и 2015. године, каже Липман. По Липмановом мишљењу, циљ Кремља је да спречи емоције које би „могле да измакну контроли и мотивишу људе да делују независно“.
Академици Роберт Хорват и Антон Шеховцов описали су како Кремљ користи екстремно десничарске групе да промовише руске националистичке или антизападне ставове у Русији и иностранству. Према Хорвату, Кремљ је гајио неонацисте који одбацују демократске институције и наметнуо ограничења главним националистима који би могли подржати слободне изборе.
У новембру 2018. Владимир Путин је себе описао као „најефикаснијег националисту”, објашњавајући да је Русија мултиетничка и мултирелигијска држава и да је очување као такве служи интересима етничких Руса. Он је приметио да руска етничка припадност у неком тренутку није постојала и да су је формирала више словенских племена.

## Руски национализам и етничке мањине
Питање руског национализма у погледу односа Русије са њеним етничким мањинама је опширно проучавано од нагле експанзије Русије од 16. века надаље. Пошто не постоји енглеска реч која разликује значење речи „рус“, у руском, она се или користи као термин за етнички народ („Русскиј“ – етнички Рус) и такође се користи као израз за становнике Русије („Россианин“ – руски држављанин).
Руско освајање муслиманског Казања сматра се првим догађајем који је Русију трансформисао из готово хомогене нације у мултиетничко друштво. Током година и од територијалне базе коју је стекла у Казању, Русија је успела да освоји Сибир и Манџурију, а проширила се и на Кавказ. У једном тренутку, Русија је успела да анектира велику територију источне Европе, Финске, централне Азије, Монголије, а у другим периодима задирала је на турске, кинеске, авганистанске и иранске територије. Различите етничке мањине постале су све виралне и интегрисане у мејнстрим руско друштво, и као резултат тога, створиле су мешавину слике расних односа у модерном руском националистичком начину размишљања. Рад на разумевању различитих етничких мањина у односу на руску државу може се пратити до рада Филипа Јохана фон Страленберга, шведског ратног заробљеника који се настанио у царској Русији и постао географ.
Различите мањине у Русији снажно разумеју концепт. Волшки Татари и Башкири, два главна муслиманска народа у Русији, дуго су хваљени као узорне мањине у Русији, а историјски гледано, руски националистички покрет је на њих гледао позитивније. Штавише, татарски и башкирски имами су радили на ширењу руске националистичке идеологије на начин који је у складу са њиховом исламском вером.
На Кавказу, Русија је добила значајну подршку од Осетина, једног од ретких хришћанских народа који живе у планинском региону. Постојала је и снажна подршка Русији међу Јерменима и Грцима, осећање које је у великој мери било последица чињенице да су Јермени, Грци и православна влада Русије сви припадали сличним религијама.
Корио-сарам (Корејци) су такође сматрани узорном мањином у Русији, и као резултат тога, они су подстакнути да колонизују ретко насељене делове Русије, ова политика је први пут спроведена током царске ере и наставља да буде спроведено данас, јер Корејци нису били непријатељски расположени према руском национализму. Иако је корејска дијаспора на руском Далеком истоку била лојална Совјетском Савезу и такође је прошла кроз културну русификацију, Корејце је совјетска влада депортовала у Централну Азију (1937–1938), на основу погрешне оптужбе да су повезани са Јапанцима. Када је Хрушчов дозволио депортованим народима да се врате у своје домовине, Корејци су остали ограничени и нису рехабилитовани. Дана 26 Априла 1991. Врховни совјет Руске Социјалистичке Федеративне Совјетске Републике, под његовим председавајућим Борисом Јељцином, донео је Закон о рехабилитацији репресивних народа са чланом 2 којим се све масовне депортације проглашавају „Стаљиновом политиком клевете и геноцида“.
Украјинци у Русији су у великој мери интегрисани и већина њих се заклела на лојалност Русији, док су неки Украјинци успели да заузму значајне позиције у руској историји. Богдан Хмељницки је једна од најславнијих личности Русије која је довела Украјину у царство Русије током Перејаславског сабора. Украјински принц Александар Безбородко био је одговоран за испољавање модерне дипломатије Русије за време владавине Катарине Велике. Совјетски лидери Никита Хрушчов, Константин Черненко и Михаил Горбачов такође су имали неке везе предака са Украјином. Поред тога, највећи руски опозициони лидер, Алексеј Наваљни, такође је по оцу украјинског порекла, и он је такође потенцијални руски националиста.
Ахмад Кадиров и његов син Рамзан пребегли су у Русију током Другог чеченског рата, обећавајући лојалност Русији након страха од вехабијског преузимања власти у Чеченији. Владислав Сурков, који је чеченског порекла, био је главна фигура која је покренула идеју руске управљане демократије, у којој је национализам део идеологије.
Грузијци у Русији немају позитивно мишљење о руском национализму. Међутим, руску експанзију на кавкаске планине покренуле су грузијске личности као што је Павел Цицијанов, који је иницирао освајање Кавказа. Пјотр Багратион је био још један Грузијац који је постао један од најславнијих хероја Русије. Трансформација Совјетског Савеза у суперсилу дело је још једног русификованог Грузијца, Јосифа Стаљина, који је имао сложен однос са руским национализмом.
Руски националисти већ дуго поштују неке од цењених личности Дагестана, као што је Расул Гамзатов, који је један од најцењенијих песника у Русији упркос свом аванском пореклу. Успон Кхабиба Нурмагомедова до популарности и славе стекао је подељено мишљење међу Русима и Дагестанцима. Многи Дагестанци су подржавали Русију против Чеченије, током претходног кавкаског рата када су Дагестанци сматрали да су Чечени неспособни да се повинују и прате ред, и током Другог чеченског рата, у власништву чеченских експанзионистичких покушаја да освоје Дагестан 1999. године.
Немци у Русији су дуго били третирани са привилегијама под царском владом и многи Немци су постали истакнути у руској политици, образовању и економији, укључујући Царску кућу Романова, која је такође укључивала многе личности са седиштем у Немачкој, пре свега Катарину Велику. Многи Немци су се борили у руском грађанском рату и себе сматрали руским националистима. Балтичко немачко племство је било значајно лојално Руском царству, али је било отпорно на ширење национализма све до Руске револуције, идентификујући се углавном као припадници руског племства.

## Партије и организације
| Политичка странка                       | Тип                                               | Статус                        | Године постојања |
| --------------------------------------- | ------------------------------------------------- | ----------------------------- | ---------------- |
| Либерално-демократска партија Русије    | ултранационалистичка, ксенофобич                  | Регисторвана део Државне Думе | 1989–данас       |
| Комунистичка партија Руске Федерације   | Левичарски национализам                           | Регисторвана део Државне Думе | 1993–данас       |
| Велика Русија                           | националистичка                                   | Одбијена регистрација         | 2007–данас       |
| Друга Русија                            | ултранационалистичка, иредентиста                 | Одбијена регистрација         | 2010–данас       |
| Памиат                                  | ултранационалистичка, монархиста                  | Непостојећи                   | 1980–1990        |
| Руска националсоцијалистичка партија    | Неонацистичка, ксенофобич                         | Непостојећи                   | Н/А              |
| Руско национално јединство              | Неонацистичка                                     | Забрањено                     | 1990–2000        |
| Партија националног суверенитета Русије | националистичка                                   | Одбијена регистрација         | 2000–2012        |
| Народна национална партија              | Неонацистичка, ксенофобич                         | Непостојећи                   | 1994–2006        |
| Националбољшевичка партија              | ултранационалистичка, ксенофобична                | Забрањено                     | 1994–2007        |
| Словенска унија                         | Неонацистичка                                     | Забрањено                     | 1999–2010        |
| Покрет против илегалне имиграције       | Неонацистичка                                     | Забрањено                     | 2002–2011        |
| Родина                                  | националистичка                                   | Непостојећи                   | 2003–2006        |
| Руски национални савез                  | Неонацистичка                                     | Непостојећи                   | 1993–1998        |
| Руски свенародни савез                  | националистичка                                   | Непостојећи                   | 1991–2001        |
| Руси                                    | националистичка, ксенофобична                     | Забрањено                     | 2011–2015        |
| Фронт националног спаса                 | Левичарски национализам, десничарски национализам | Забрањено                     | 1992–1993        |
| Национални бољшевички фронт             | националистичка                                   |                               | 2006–данас       |
| Руски добровољачки корпус               | националистичка, антипутинистичка                 | Део Оружаних снага Украјине   | 2022 – данас     |